# Four Rooms
Four Rooms es una película de 1995 protagonizada por Tim Roth y dividida en cuatro segmentos, cada uno de ellos dirigidos por un director diferente: Allison Anders, Alexandre Rockwell, Robert Rodriguez y Quentin Tarantino.

## Argumento
Durante una Nochevieja, en un hotel de Los Ángeles, un botones llamado Ted (Tim Roth), en su primer día de trabajo es continuamente solicitado por los ocupantes de cuatro habitaciones. En una de ellas se han reunido unas brujas, en otra un hombre apunta con un revólver a su mujer, que está atada a una silla, en la tercera un gánster y su mujer le piden que cuide a sus hijos y en la cuarta dos hombres realizan una arriesgada apuesta.
The Missing Ingredient (El ingrediente que falta). Dirigida por Allison Anders.
Un grupo de brujas ocupan la suite nupcial para resucitar a su diosa con el "fluido de la vida", semen. 
The Wrong Man  (El hombre equivocado). Dirigida por Alexandre Rockwell.
Un desequilibrado matrimonio se pelea a muerte y el botones, Ted, se ve envuelto en una escena de celos.
The Misbehavers (Los niños malos). Dirigida por Robert Rodríguez.
Los hijos de un mafioso son verdaderos demonios. Ted tiene que hacer de niñera y lucha por salir vivo de esa habitación. 
The Man From Hollywood (El hombre de Hollywood). Dirigida por Quentin Tarantino.
El humorista más popular de Hollywood lleva a sus amigos a la suite presidencial. Ted se involucra en una arriesgada apuesta. Quentin Tarantino se encarga de la última habitación y del final de la película, dejando presente su calidad de rodaje con uno de sus tradicionales largos planos-secuencia. En esta habitación Ted (Tim Roth) se encuentra con que un famoso actor (Tarantino), sus dos amigos (Bruce Willis y Paul Calderon) y la mujer de la segunda habitación (Jennifer Beals), todos borrachos, quieren usarlo de verdugo para una apuesta que tiene el actor con su amigo.

## Críticas
- Cuatro directores con fama de gamberros se juntan para hacer una película. Así, las andanzas de un botones de un hotel en su primer día de trabajo y sus desventuras para con los huéspedes es la excusa para una, a ratos divertida, comedia cosida a gags. (Pablo Kurt: FILMAFFINITY)
- "Gamberrada de lujo de 4 amigos, directores feroces e independientes que se dejan llevar por la desgana y el alboroto" (Luis Martínez: Diario El País)
- "Anders y Rockwell hacen 2 tonterías, Tarantino entretiene. El mejor, de Rodríguez" (Javier Ocaña: Cinemanía)
- "Simpática comedia que, pese a contener algunas escenas realmente divertidas, se muestra bastante irregular" (Fernando Morales: Diario El País)

## Premios
| Año  | Categoría                  | Resultado |
| ---- | -------------------------- | --------- |
| 1996 | Mejor Sandwich de Película | Nominado  |

| Año  | Categoría                        | Resultado |
| ---- | -------------------------------- | --------- |
| 1996 | Peor Actriz de Reparto (Madonna) | Ganador   |

## Reparto
| Segmento 1 Honeymoon Suite               | Segmento 3 Room 309              | Segmento 2 Room 404                        | Segmento 4 Penthouse                       |
| ---------------------------------------- | -------------------------------- | ------------------------------------------ | ------------------------------------------ |
| Tim Roth como Theodore "Ted", el botones |                                  |                                            |                                            |
| Valeria Golino como Athena               | Antonio Banderas como Hombre     | David Proval como Sigfried                 | Quentin Tarantino como Chester Rush        |
| Madonna como Elspeth                     | Tamlyn Tomita como Esposa        | Jennifer Beals como Angela                 | Jennifer Beals como Angela                 |
| Alicia Witt como Kiva                    | Lana McKissack como Sarah        | Paul Skemp como Theodore verdadero         | Paul Calderon como Norman                  |
| Sammi Davis como Jezebel                 | Danny Verduzco como Juancho      | Lawrence Bender como Long Hair Yuppie Scum | Bruce Willis como Leo (sin acreditar)      |
| Lili Taylor como Raven                   | Patricia Vonne como el Cadáver   | Lawrence Bender como Long Hair Yuppie Scum | Bruce Willis como Leo (sin acreditar)      |
| Ione Skye como Eva                       | Salma Hayek como TV dancing girl | Quinn Thomas Hellerman como Baby Bellhop   | Kimberly Blair como Hooker (sin acreditar) |
| Amanda de Cadenet como Diana             | Salma Hayek como TV dancing girl | Quinn Thomas Hellerman como Baby Bellhop   | Kimberly Blair como Hooker (sin acreditar) |
| Marisa Tomei como Margaret               |                                  |                                            |                                            |
| Kathy Griffin como Betty                 |                                  |                                            |                                            |
| Julie McClean como Left Redhead          |                                  |                                            |                                            |
| Laura Rush como Right Redhead            |                                  |                                            |                                            |

- Datos: Q1137372